# Ґунхільд Стордален
Ґунхільд Анкер Стордален, до шлюбу Мелгус (нар. 15 січня 1979) — норвезька лікарка та захисниця довкілля. Засновниця і голова ряду організацій, EAT Foundation, благодійний фонд Stordalen, GreeNudge, входить до рад комерційних і некомерційних організацій. Брала участь у публічних дебатах з таких питань, як зміна клімату та здоров'я населення, трансформація глобальної продовольчої системи.

## Життєпис
Донька лікаря та інженера-будівельника, вона народилася в Геугесунні й виросла в малонаселеному селі Муггеруд поблизу Конгсберга. Згідно з інтерв’ю з Dagbladet у 2010 році, вона виросла в антиматеріалістичній та пацифістській сім’ї та з раннього дитинства займалася екологічними проблемами.
У 1998 році Ґунхільд закінчила Конгсбергську середню школу. В 2000 році вона вступила на медичний факультет Університету Осло і приєдналася до програми медичних досліджень. У 2007 році здобула ступінь доктора медичних наук. Під час навчання в університеті працювала з інформацією про сексуальну обізнаність для молоді (Medisinernes Seksualopplysning), а також була експерткою у радіопрограмі NRKs Juntafil, шоу з 250 000 слухачів та слухачок, яке іноді відповідає на дуже відверті сексуальні запитання молодих норвежців та норвежок. Під час навчання в університеті Стордален також працювала моделлю.
У 2007 році вступила в докторантуру в Інститут патології Університетської лікарні Осло (Rikshospitalet), а в 2010 році захистила докторську дисертацію «Молекулярні дослідження кістки з акцентом на загоєнні переломів при експериментальному остеопорозі в галузі патології та ортопедії».
22 жовтня 2014 року у неї був діагностований системний склероз, відтоді вона проходить курс лікування.

## Екоактивізм
Stordalen Foundation, який Ґунхільд Стордален заснувала разом зі своїм чоловіком Петтером у 2011 році, зосереджується насамперед на зміні клімату. Вона написала на цю тему кілька доповідей. Фонд Stordalen зосереджується на 4 окремих сферах:
- Фонд тропічних лісів
- Організація ресурсів нульових викидів (ZERO): Фонд Stordalen підтримує неприбуткову екологічну організацію Zero. Стордален входить до ради директорів організації.
- Європейський кліматичний фонд: Фонд підтримує Європейський кліматичний фонд (ECF)[8], а Стордален входить до наглядового комітету організації.
- GreeNudge: у червні 2011 року пара заснувала GreeNudge, некомерційну ініціативу, яка ініціюватиме та підтримуватиме поведінкові дослідження, пов’язані з енергоефективністю та зміною клімату,[9] щоб надати обґрунтовані дані як основу для тих, хто приймає рішення, для ефективного впровадження кліматичної політики.[10]

Стордален є амбасадоркою Години Землі у Норвегії.

### Благополуччя тварин
Ґунхільд також захищає прав тварин і відмовлялася давати інтерв'ю Elle, поки вони не змінили свою політику щодо використання хутра. Вона кілька разів виступала проти хутряної промисловості і брала участь у відповідних акціях на подіумі, шоу для Норвезького альянсу захисту тварин.

## Жіноче здоров'я
Як представниця Норвезької організації пацієнтів з серця і легенів (LHL), вона проводила кампанію з підвищення обізнаності про серцеві захворювання, які вражають жінок. Також вона неодноразово інформувала громадськість про тему своєї дисертації, остеопороз.

## EAT Foundation
У 2013 році Ґунхільд Стордален заснувала ініціативу EAT з ідеєю трансформації глобальної продовольчої системи, щоб забезпечити зростаючому населенню здорову та поживну дієту в безпечних екологічних межах. У 2014 році разом із Фондом Стордален та Стокгольмським центром стійкості вона провела перший EAT Stockholm Food Forum, присвячений зв’язку між їжею, здоров’ям та стійкістю. Серед учасників були Чарльз, принц Уельський, який виступив за посиланням на тему «Глобальна продовольча система: стійке майбутнє», колишній президент США Білл Клінтон, який виступив із програмною промовою, та професор Ганс Рослінг, Принц Даніель, герцог Вестерґьотландський, і Метте-Маріт, кронпринцеса Норвегії, взяли участь у дискусії з точки зору споживача про продукти харчування та здоров’я. Після цього Wellcome Trust приєднався до Stockholm Resilience Center та Stordalen Foundation у запуску незалежного EAT Foundation у березні 2016 року. Це дозволило EAT Stockholm Food Forum стати щорічною подією. У жовтні 2017 року, щоб розширити охоплення та поширити повідомлення, EAT Foundation вперше організував продовольчий форум за межами Стокгольма, а саме в Джакарті, Індонезія. 
Крім EAT Foundation, Ґунхільд Стордален є засновницею та головою екологічної організації GreeNudge та входить до кількох правлінь. Серед них: Nordic Choice Hotel Group, Scaling Up Nutrition (SUN), провідна група руху, Глобальна рада майбутнього Всесвітнього економічного форуму (з питань майбутнього продовольчої безпеки та сільського господарства), ECOHZ Renewable Energy Foundation, Комітет BT Group зі сталого та відповідального бізнесу, кліматичної ініціативи DrawDown та міжнародної консультативної ради Стокгольмського центру стійкості.

## Визнання
У 2012 році у щорічному списку «Капітал» Ґунхільд Стордален була названа наймолодшою жінкою серед 100 найвпливовіших жінок Норвегії. У 2014 році WWF Швеції назвав Стордален екологічною героїнею року, а в 2016 році вона була визнана серед 150 найвпливовіших ділових комунікаторок Швеції. 
Вона є молодою глобальною лідеркою Всесвітнього економічного продовольчого форуму та була однією із 29 лідерів, обраних Генеральним секретарем ООН Пан Гі Муном у 2016 році, щоб забезпечити натхнення та спрямувати рух за розширення харчування та його місію у викоріненні недоїдання.
У 2016 році Ґунхільд Стордален була нагороджена норвезькою нагородою Fredrikkeprisen, нагородою Норвезької жіночої асоціації санітарії.

## Зовнішні посилання
- eatforum.org
- greenudge.no